# Raymond McKee
Raymond McKee (7 de dezembro de 1892 — 3 de outubro de 1984) foi um ator norte-americano. Apareceu em 173 filmes entre 1912 e 1935. Sua estreia no cinema foi em The Lovers' Signal (1912).
Durante a produção de The Unbeliever em 1918, McKee trabalhou com a sua futura esposa, Marguerite Courtot. Eles trabalharam novamente no Down to the Sea in Ships, em 1922. Eles se casaram após a produção do filme, casaram-se há 60 anos, até sua morte em 1984.
McKee faleceu em Long Beach, Califórnia, de pneumonia, aos 91 anos. Um veterano do Exército dos Estados Unidos, ele foi enterrado no Cemitério Nacional de Riverside (Riverside National Cemetery), em Riverside, Califórnia, com sua esposa, a atriz Marguerite Courtot.